# Ewa Góra
Ewa Góra, z d. Binkiewicz, primo voto Dubaj (ur. 27 października 1950 w Sosnowcu) – polska siatkarka, reprezentantka Polski.

## Życiorys
W reprezentacji Polski debiutowała 6 sierpnia 1969 w towarzyskim spotkaniu z Rumunią. Wystąpiła na mistrzostwach świata w 1970 (9. miejsce) i 1974 (9. miejsce) oraz mistrzostwach Europy w 1975 (6. miejsce). Zakończyła karierę reprezentacyjną meczem mistrzostw Europy z ZSRR - 25 października 1975. Łącznie w I reprezentacji Polski wystąpiła w 105 spotkaniach. W 1969 wystąpiła też na mistrzostwach Europy juniorek, zdobywając z drużyną brązowy medal
Była zawodniczką Płomienia Milowice (1966–1968), Kolejarza Katowice (1968–1983), w latach 1983–1986 grała także w lidze włoskiej, w zespołach Aurora Giarratana i Nike San Cataldo. Z Kolejarzem wywalczyła w 1973 i 1977 Puchar Polski.
Jej bratem jest trener i działacz siatkarski Stanisław Binkiewicz.